# CATCHPLAY電影台
CATCHPLAY電影台是威望國際旗下的台灣電視頻道。

## 頻道啟播
2012年11月1日，於中華電信MOD開啟試播。
2013年1月8日，電影台正式以「CATCHPLAY HD電影台」在中華電信MOD和凱擘大寬頻推出。
2024年1月1日起，屬亞太迪士尼傳媒的衛視電影台正式停播，CATCHPLAY電影台正式替補衛視電影台所屬位於台灣全國多數有線電視61頻道的頻位。

## 外部連結
- CATCHPLAY 官方網站
- CATCHPLAY 電影台 – 官方網站
- CATCHPLAY - 官方網站 關於我們（CATCHPLAY Corporate – Where great stories happen）
- CATCHPLAY 電影台 - 節目表
- CATCHPLAY電影台 - YouTube 頻道
- CATCHPLAY - Facebook 粉絲專頁